# Зверь, вышедший из земли
Зверь, вы́шедший из земли́ (Второ́й зверь), — один из зверей Апокалипсиса.

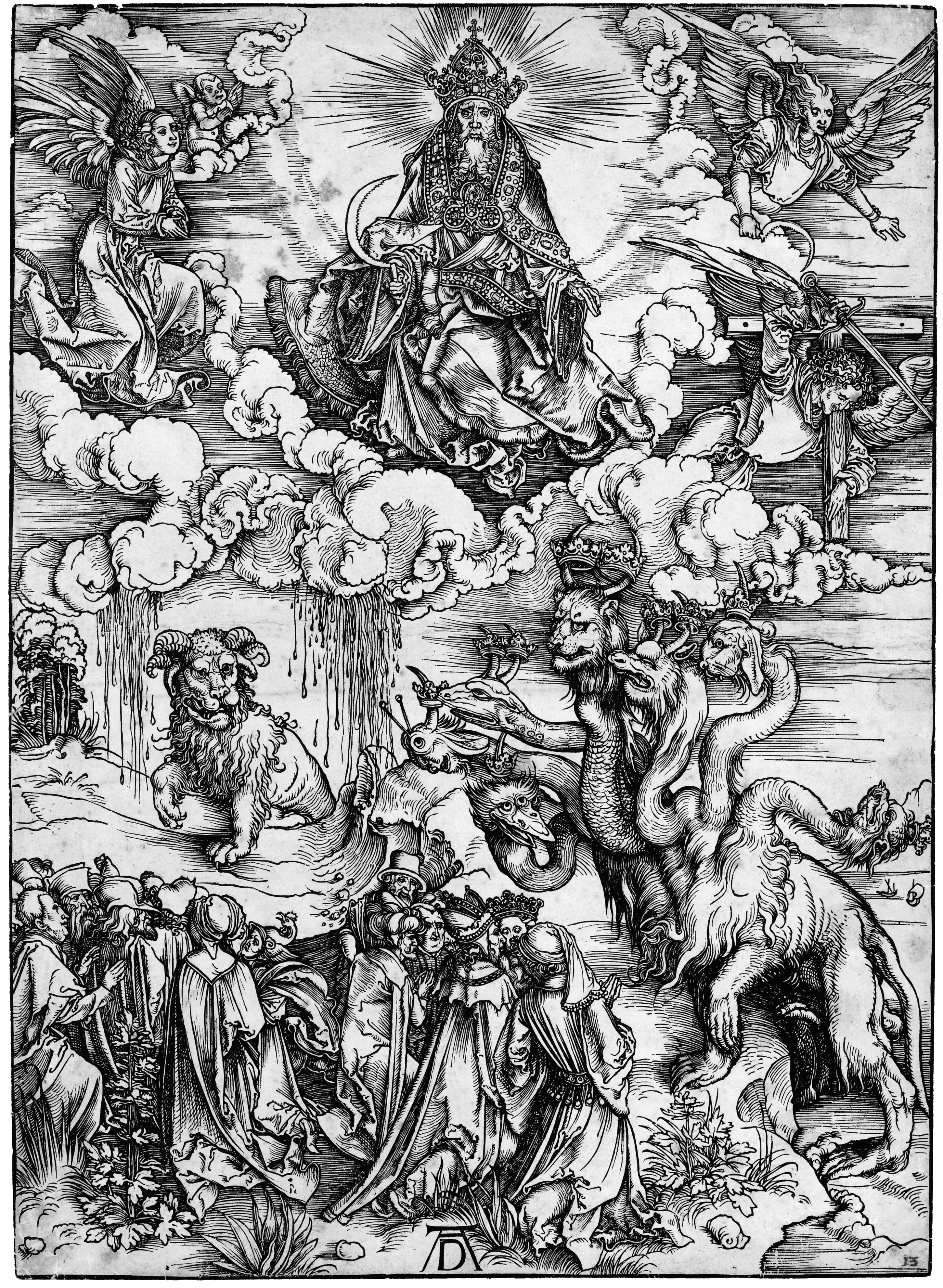
Откровение святого Иоанна: 12. Морское чудовище и Зверь с рогом ягненка. Гравюра на дереве Альбрехта Дюрера

Согласно библейскому рассказу, вместе со Зверем, вышедшим из моря (Первым зверем), был показан в видении Иоанну Патмосскому.

## Описание
Второй зверь в основном описан в тринадцатой главе Откровения.
Этот второй зверь выходит из земли; его общий вид не описан, кроме того, что у него «два рога, как у ягненка», и он говорит «как дракон».
Его цель — укрепить власть первого зверя, наделив его способностью совершать великие знамения, даже заставляя огонь сходить с Небес. Этот второй зверь также называется лжепророком. Он говорит как дракон, повелевая людям Земли создать образ «зверя», который был ранен мечом. Объявлено, что любой, кто не поклоняется зверю или его изображению, будет убит. Зверь с рогами ягненка с земли также заставляет всех людей получать начертание зверя «на правую руку или на лоб».

## Образ зверя
Те, кто живёт на Земле, были обмануты, создав образ зверя как средство поклонения его власти. Именно зверь с рогами ягненка вдыхает жизнь в «образ зверя», так что образ становится живым и может говорить.
Он также объявляет всем, кто не поклоняется власти зверя. Те, кто был убит за то, что не подчинился власти зверя, получают благословение через «первое воскресение», которое позволяет им править в присутствии Христа в качестве священников в течение тысячелетнего правления. Вторая смерть не имеет власти над этими людьми, которые одержали победу над зверем, не будучи обманутыми, даже несмотря на то, что они потеряли свои жизни на Земле его властью.

## Судьба зверя
Небеса открываются, и появляется фигура на белом коне, за которой следуют «воинства, которые были на небесах».
И из уст его выходит острый меч, чтобы им поражать народы; и он будет править ими железным жезлом; и он попирает точило ярости и гнева Всемогущего Бога. И у него на одежде и на бедре написано имя: Царь царей и Господь господствующих. И я увидел ангела, стоящего на солнце; и он воскликнул громким голосом, говоря всем птицам, которые летают посреди неба: идите и собирайтесь на вечерю великого Бога; Чтобы вы ели плоть царей, и плоть военачальников, и плоть сильных, и плоть коней и сидящих на них, и плоть всех людей, как свободных, так и рабов, как малых, так и великих.
Зверь и цари земли и их армии собираются, чтобы подготовиться к войне против них. Зверь взят вместе со лжепророком, и они брошены живыми в «озеро огненное», а остальные убиты.
В главе 20 дьявол брошен в озеро огненное, где зверь и лжепророк находятся и будут мучиться дни и ночи во веки веков.

## В культуре
Зверь является финальным боссом в игре The Binding of Isaac:Repentance.